# Dècada del 1240

## Esdeveniments
- Descrit el circuit menor de la sang
- Tractat d'Almizra i Tractat de Corbeil, que fixen els límits dels dominis catalano-aragonesos
- Els mongols conquereixen i devasten Hongria
- Revoltes del poble baix a Itàlia

## Personatges destacats
- Lluís IX de França
- Jaume I